# Funkzauber
Pour plus de détails, voir Fiche technique et Distribution.
Funkzauber est un film allemand réalisé par Richard Oswald, sorti en 1927.

## Synopsis
Theophil Schimmelpfennig est un homme passionné de radio qui tombe amoureux d'une sténodactylographe, Gerda Reiner.

## Fiche technique
- Titre : Funkzauber
- Réalisation : Richard Oswald
- Scénario : Jane Bess (en), Nino Ottavi et Paul Morgan
- Photographie : Axel Graatkjær
- Pays d'origine : République de Weimar
- Format : Noir et blanc - 1,33:1 - Film muet
- Genre : comédie
- Durée : 60 minutes
- Date de sortie : 1927

## Distribution
- Werner Krauss : Theophil Schimmelpfenning
- Xenia Desni (en) : Gerda Reiner
- Fern Andra : Melitta Mirabella
- Alfred Braun : Porte-parole de la radio berlinoise
- Margarete Kupfer : Frau Reiner
- Gerd Briese (en) : George Lenz
- Anton Pointner : Herr Haßdorf
- Leo Peukert : Max Bügeleisen
- Fritz Kampers : Schupo